# Heinz Glormus
Heinz Glormus (* 1934 in Tröbitz; † 1976 ebenda) war ein deutscher Badmintonspieler. 

## Karriere
Glormus gehörte zu den Pionieren des Badmintonsports beim ostdeutschen Traditionsverein Aktivist Tröbitz, dessen Sektion Federball er seit Ende der 1950er Jahre angehörte. Schon deutlich älter als seine Mannschaftskameraden Gottfried Seemann, Hans Bräuer oder Gerolf Seemann konnte er sich in den Jahren bis 1964 nur für die Tröbitzer Reserve qualifizieren. In der Saison 1964/1965 gelang ihm,  schon über dreißigjährig, sein größter sportlicher Erfolg.  Er konnte sich in das A-Team der Niederlausitzer vorspielen und gewann mit der Mannschaft die DDR-Meisterschaft, die fünfte insgesamt für Aktivist Tröbitz. In den Folgejahren kam er an der starken internen Konkurrenz im Verein um Joachim Schimpke, Klaus Katzor und Erich Wilde nicht mehr vorbei, so dass er nur in den unteren Mannschaften der Tröbitzer zum Einsatz kam und sein Titelgewinn 1965 sein einziger blieb.
Heinz Glormus setzte 1976 im Alter von 42 Jahren seinem Leben selbst ein Ende.

## Sportliche Erfolge
| Saison    | Veranstaltung                | Disziplin  | Platz | Name |
| --------- | ---------------------------- | ---------- | ----- | --- |
| 1964/1965 | DDR-Mannschaftsmeisterschaft | Mannschaft | 1     | Aktivist Tröbitz (Gottfried Seemann, Gerolf Seemann, Erich Wilde, Klaus Katzor, Heinz Glormus, Gerhard Dietze, Peter Schurig, Gotthard Girke, Marlies Bissendorf, Gitta Rost, Annemarie Fritzsche, Rita Gerschner) |